# ポケットモンスター ベストウイッシュ
『ポケットモンスター ベストウイッシュ』は、ゲームソフト「ポケットモンスターシリーズ」を原作とするOLM制作の日本のテレビアニメ。テレビ東京系列などで2010年9月23日から2013年10月3日まで放送された。「BW」などと略される場合もある。『ダイヤモンド&パール』の続編でアニメ版ポケットモンスターシリーズとしては第4シリーズとなる。
本項では2012年6月21日放送分 から始まった『ポケットモンスター ベストウイッシュ シーズン2』（ポケットモンスター ベストウィッシュ シーズンツー）についても記載し、以下「シーズン2」と表記する。また、それ以外のものをまとめて示す場合、便宜上「シーズン1」と表記する。Wikipediaでは、話数を放映順に数える。
シリーズ最後の地上アナログ放送（2011年7月24日または2012年3月31日正午まで）でもある。2012年1月5日放送分から連動データ放送がテレビ東京系列で開始された。同年4月にアニメシリーズ放送開始15周年を迎えた。
このほか、アニメ版ポケットモンスターのシリーズ作品を示す際は必要に応じ、1997年から2002年に放送された『ポケットモンスター』は「PM」、『ポケットモンスター アドバンスジェネレーション』は「AG」、『ポケットモンスター ダイヤモンド&パール』は「DP」、『ポケットモンスター XY』は「XY」と表記する。

## 概要

### シーズン1
ゲーム版『ブラック・ホワイト』の発売に合わせて、登場人物などを一部変更してスタートしたシリーズである。主人公・サトシが前作の最終回でイッシュ地方に向かっておらず、前作最終回でサカキに呼び出されたロケット団のムサシ・コジロウ・ニャースの行方がBW第1話で明かされることで前作と話がつながっており、サトシとピカチュウがシンオウ地方からマサラタウンに帰還した後のストーリーとされている。
タイトルの『ベストウイッシュ』（Best Wishes!）とは、「旅立つ人の幸運を願う言葉」と説明されている。略称の「BW」はゲーム版『ブラック・ホワイト』の頭文字とかけている。また、「ウィッシュ」ではなく「ウイッシュ」となっているのは、舞台となるイッシュ地方の「イッシュ」とかけているからである。
本作やシーズン2は当時発売している本編ゲーム『ポケットモンスター ブラック・ホワイト』をベースとした作りとなっている。
監督は須藤典彦が、シリーズ構成は冨岡淳広が、劇伴は宮崎慎二が前シリーズから引き続き担当している。総作画監督は山田俊也と広岡トシヒト の2人が各話ごとに担当している。
テレビ東京系では第3話から（遅れネット局では初回・第1話から）、エンディング後には新コーナー「オーキド博士のポケモンライブキャスター」がスタートしている。従来の「オーキド博士のポケモン講座（大百科）」に準じたもので、「オーキド博士のポケモン大検定」で廃止されていたポケモン川柳が復活したが、ポケモンは映像のみの出演で、オーキド博士が紹介したポケモンにひどい目に遭わされるという定番のオチは無くなった。第61話からは『PM』のCM前後のアイキャッチで行われたポケモンのシルエットクイズが復活し、BGMも同様の物が第82話まで使用されていた。
テレビ東京系や一部の地方局の初回放送では、第1話、第2話が連続の1時間スペシャルとして放送された。また、テレビ東京系での初回放送日となった2010年9月23日には、アニメ放送開始を記念して六本木ヒルズにおいてスペシャルイベント「ポケモン祭りだ! ベストウイッシュ」が開催され、テレビ東京系では一部が生放送 された。初回視聴率は9.3%。2012年6月14日では第1期の最終回となる1時間スペシャルを放送、視聴率は6.5% だった。第1期の平均視聴率は5.8%。
このシリーズから次回予告の冒頭がアイキャッチの静止画から専用のアニメーションに変更された。本作ではサトシが「次の冒険はこれだ!」と言ってモンスターボールを上に投げてポケモンを出す映像が使用され、番組タイトルやテロップ等は原則入らないようになった。
文字多重放送であり、その中の字幕では主人公であるサトシの台詞は黄色で、アイリスの台詞は水色で表記される。
スペシャル時などのコーナーナレーションは前作に引き続き、服部伴蔵門が担当している。

### シーズン2
ゲーム版『ブラック2・ホワイト2』の発売に合わせて、2012年6月21日よりシーズン2がスタートした。『ベストウイッシュ』でホミカに勝利した後と位置づけとなっており、舞台・登場キャラ・設定が引き継がれている。ゲームクリア後の『ブラック・ホワイト』や『ブラック2・ホワイト2』と同様に、第4世代（『ダイヤモンド・パール』）以前のポケモンが登場する。
本作はシーズン1と同じく『ポケットモンスター・ブラック・ホワイト』をベースとしつつも当時発売している本編ゲーム『ポケットモンスター ブラック2・ホワイト2』の要素を多く含めた作りとなっている。
前半では『ダイヤモンド&パール』のヒロイン・ヒカリの他、『メロエッタのキラキラリサイタル』の公開に先駆けてメロエッタも一時的に準レギュラーとして登場した。
シーズン1に引き続き、CM前後のシルエットクイズが行われていたが、BGMは無印のものが第86話・第88話、それ以外はシーズン1第21話のものの1部または全部が使用された。
2013年1月17日放送分からはシーズン2内でのイッシュリーグ終了後の新シリーズとして『ポケットモンスター ベストウイッシュ シーズン2 エピソードN』（ポケットモンスター ベストウィッシュ シーズンツー エピソードエヌ）が放送された。Nとゲーチスやアクロマを初めとするプラズマ団を中心としたストーリーとなり、ハンサムやサトシのリザードンも再登場する。また、映画『神速のゲノセクト ミュウツー覚醒』の公開に先駆け、ゲノセクト軍団が1カットのみで登場した。
同年4月25日放送分からはシーズン2内での新シリーズとして『ポケットモンスター ベストウイッシュ シーズン2 デコロラアドベンチャー』（ポケットモンスター ベストウィッシュ シーズンツー デコロラアドベンチャー）が放送された。プラズマ団との戦いが終わりNと別れた後イッシュ地方を離れ、カントー地方を目指す道中にあるデコロラ諸島を巡るアニメオリジナルのストーリーで、ゲームには登場しないアニメオリジナルエピソードは『オレンジ諸島編』以来である。後半のストーリーではゲーム『ポケットモンスター X・Y』からパンジーと第6世代初出の新ポケモンが出演した。
同年9月26日の最終話にてサトシ・ピカチュウ・パンジーが次作の舞台であるカロス地方行きの飛行機に乗り、『ポケットモンスター XY』に繋がる形で幕を閉じる。次週の10月3日には番外編が放送された。番外編ではサトシと別れた後のデントとタケシのジョウト地方での物語となっており、DP以前のジョーイ・ジュンサーも登場した。また、BWの最終回間近にはデントだけでなく、アイリスが主役の特別編も放送されることが告知されており、2014年3月27日にXY第21話と1時間のスペシャル番組内で放送された。テレビ東京系列ではXYを連続して放送する都合上、OP、EDはXYのものが使用された。
シーズン2での最高視聴率は7％（関東地区における2012年7月19日放送の第4話）を記録した。

## あらすじ

### シーズン1
シンオウ地方での旅を終え、ヒカリとタケシと別れ、カントー地方に帰還したサトシ。数日後、オーキド博士が学会でイッシュ地方に出かけるということでサトシとピカチュウ、母親のハナコはオーキド博士と一緒にイッシュ地方に旅行へ行くことに。飛行機で辿り着いたイッシュ地方では、サトシがこれまで見たことの無いポケモンが多数いた。
イッシュ地方でポケモンリーグが開催されることを知ったサトシは、イッシュリーグに出場するために、再び旅立って行く。やがて、竜の里出身のトレーナー・アイリスとポケモンソムリエのデントがサトシの旅に同行するようになる。

### シーズン2
イッシュリーグ出場のため、仲間と共にイッシュ地方のジムを巡ってきたサトシはついに8個のジムバッジを集め終えた。リーグの開催までかなりの時間が残っていた中、サトシはシンオウ地方のチャンピオン・シロナと再会。ポケモンワールドトーナメントジュニアカップが開かれることを聞いて、一同はイッシュ地方の東側「イーストイッシュ」に向かう。そして、サザナミタウンにあるシロナの別荘に到着すると、そこにはシンオウ地方で一緒に旅をした仲間であるヒカリとポッチャマが居た。

#### エピソードN
イッシュリーグ終幕後、サトシ一行はカノコタウンに戻ってリーグ戦の結果をアララギ博士とオーキド博士へ報告。その後、サトシたちがこれからの事を検討していた最中にアララギ博士の父から連絡が入り、彼が発見したという「白の遺跡」の話を聞く。イッシュ地方に伝わる伝説のポケモン・レシラムと関係があるといわれる白の遺跡に興味を引かれたサトシは、再びアイリス、デントと共に旅立つことに。
白の遺跡を目指して船に乗ったサトシ一行は、船内でポケモンの声が分かるという不思議な青年・Nと知り合う。それをきっかけにサトシ達はNと共にイッシュ地方の征服を目論む謎の組織・プラズマ団との戦いに巻き込まれていく。

#### デコロラアドベンチャー
白の遺跡への旅を終えたサトシたちはカノコタウンに戻り白の遺跡での出来事をアララギ博士に報告、サトシはカントー地方への帰還を決める。その中、アイリスはドラゴンマスターへの道を極めるために、デントはポケモンソムリエとしての見聞を広めるために、サトシと共にカントー地方へ向かうことを決めていた。
アララギ博士の提案で3人は豪華客船に乗り、デコロラ諸島で島巡りをしながらカントー地方を目指す。クチバシティに到着後、サトシはアイリス・デントと別れ、故郷のマサラタウンへ帰還する。

## 登場人物
『AG』と『DP』のようにゲーム版の女主人公をモデルにしたヒロインやPMのオレンジ諸島編を除いて長年レギュラーを務めたタケシがレギュラーとしては登場せず、アイリスとデントがサトシの旅に同行する。この二人を選んだのは総監督の湯山の案である。
ムサシ・コジロウ・ニャースのロケット団三人組は過去のシリーズとは立ち回りが大きく変更された。以前より出番が減少して全く登場しない回もあったり、シーズン2第13話までは従来のコミカルな言動が殆ど見られなくなり、移動にニャース型の気球は使わず、バトル敗北時もジェットパックを背負い自ら撤退したりした他、サトシたちを付け狙わずイッシュ地方制圧の作戦を遂行する物語が進められた（シーズン1当初は衣装も黒色だった）。またシーズン1の第43話から第46話まで、ロケット団の作戦の一環とはいえ一時的にニャースがサトシたちの旅に同行するという珍しいスタンスがとられた。シーズン2第13話において作戦が失敗したことで、カントー地方へ一時撤収する。その後はしばらく出番がなかったがエピソードNにてイッシュ地方へ再上陸。シリアスな面が目立っているが目的がサトシのピカチュウ強奪であったり、バトル敗北時に「やな感じ〜!」を言いながら強制退場させられるなど、コミカルな面が復活。デコロラアドベンチャーではDP以前と同様にサトシたちを追っている。
サトシやムサシ、コジロウなど前作から引き続き登場しているキャラクターは目を中心にデザインが一部変更されている。ジョーイとジュンサーは名前こそ前シリーズまでと一緒ではあるものの、キャラクターデザインと声優は変更されている。
ゲーム『ブラック・ホワイト』はエンディングを迎えるまでは第5世代以外のポケモンが登場せず、シーズン1ではそれを踏まえて、サトシのピカチュウとロケット団のニャースといった一部を除いた第4世代以前のポケモンの登場や本編への関連はほとんど抑えられている。シーズン2では第4世代以前のポケモンの再登場が解禁された。
なお、当初はプラズマ団はシーズン1で登場する予定であったが、後述の東日本大震災の影響で登場する話が未放送となり、『シーズン2 エピソードN』まで登場は延期となった。
以下の人物・団体は個別項目を参照。
サトシと手持ちポケモン
- サトシ - 松本梨香
  - ピカチュウ - 大谷育江
  - サトシのポケモン (ベストウイッシュ)
  - サトシのポケモン (カントー・オレンジ諸島編)

メインキャラクター
- アイリス - 悠木碧
- キバゴ - 津田美波
- デント - 宮野真守

ロケット団
- ムサシ - 林原めぐみ
- コジロウ - 三木眞一郎
- ニャース - 犬山イヌコ

準メインキャラクター
- シューティー - 渡辺明乃
- ベル - 伊藤静
- カベルネ - 葉山いくみ
- ケニヤン - 脇知弘
- ラングレー - 福圓美里
- コテツ - 内山昂輝
- バージル - 梶裕貴
- ジョーイ - 藤村知可
- ジュンサー - たかはし智秋
- N - 中村悠一
- パンジー - 遠藤綾

その他のキャラクター
- オーキド博士 - 石塚運昇
- ハナコ - 豊島まさみ
- ヒカリ - 豊口めぐみ
  - ポッチャマ - 小桜エツコ

- カスミ - 飯塚雅弓
- タケシ - うえだゆうじ
- ジムリーダー
- 四天王・チャンピオン

## スタッフ
- 原案 - 田尻智、増田順一、杉森建
- スーパーバイザー - 石原恒和
- アソシエイトプロデューサー - 吉川兆二
- アニメーション監修 - 小田部羊一
- 企画 - 福永晋、久保雅一（シーズン1第1話 - シーズン1第60話）→都築伸一郎（シーズン1第61話 - シーズン2第24話）→浅井認（シーズン2第25話 - シーズン2第60話）
- 総監督 - 湯山邦彦
- 監督 - 須藤典彦
- シリーズ構成 - 冨岡淳広
- 設定協力 - GAME FREAK inc.、The Pokémon Company
- キャラクター原案 - 藤原基史、森本茂樹、吉田宏信、海野隆雄、外山健吉、渕野大樹、大村祐介、李ヒョンジョン、鶴田沙綾、井部真那、田上怜子、北風友裕、藤原麻衣子、水谷恵、大久保智彦、ジェイムスターナー、にしだあつこ、森次慶子
- キャラクター設定 - 松島賢二、西野弘二、松宮稔展
- キャラクターデザイン - 山田俊也
- アニメポケモンデザイン - 一石小百合、松原徳弘、毛利和昭（いずれもシーズン2第10話を除く）
- 美術監督 - 金村勝義
- 色彩設計 - 吉野記通
- 撮影監督 - 白井久男
- 編集 - 辺見俊夫
- 音響監督 - 三間雅文
- 音楽 - 宮崎慎二
- 一部原曲・作曲 - 景山将太、一之瀬剛、佐藤仁美、足立美奈子
- 音楽プロデューサー - 佐野弘明（シーズン2第39話 - シーズン2第60話）
- 音楽協力 - テレビ東京ミュージック
- ナレーター - 石塚運昇
- 協力 - ジェイアール東日本企画
- プロデューサー - 佐々木亮、田中茂裕、盛武源（シーズン1第1話 - シーズン1第60話）→村椿拓郎（シーズン1第61話 - シーズン2第60話）
- アニメーションプロデューサー - 神田修吉
- アニメーション制作 - OLM Team Kato
- 製作 - テレビ東京、MEDIANET、ShoPro

## 主題歌
オープニングテーマは『無印編』同様にサトシ役の松本梨香が主に担当しているが、エンディングテーマは他のアーティストの楽曲が多く、発売元もPIKACHU RECORDSではない曲が多い。
デコロラアドベンチャー!からはPIKACHU RECORDSのリリース元であるメディアファクトリーがKADOKAWAへ合併されたことに伴い、ソニーミュージックグループの曲が使用されている。

### オープニングテーマ
| 話数    | 曲名                    | 歌手     | 概要 |
| ------- | ----------------------- | -------- | --- |
| 1-84    | ベストウイッシュ!       | 松本梨香 | これまでのアニメ『ポケットモンスター』シリーズの中では最も長く使われた。 オープニング映像は、ピカチュウを中心にポケモンのみ登場するフルCGアニメーション。フルCGおよびポケモンだけで人間キャラが出てこないOPはアニメシリーズでは初となる。 シーズン1第1話ではピカチュウ以外全てのポケモンがシルエットであるが、ストーリーで登場したポケモンはその次の回のオープニングから姿が現れていく構成となっている。シーズン1第14話より全てのシルエットが解禁された。 |
| 85-108  | やじるしになって!       | 松本梨香 | シーズン2第10話から映像の一部が変更された。また同第14話からはタイトルに効果音が付いた。 |
| 109-122 | やじるしになって！ 2013 | 松本梨香 | 歌詞については、歌い出しの部分以外は2番の歌詞である。 |
| 123-143 | 夏めく坂道              | ダイスケ | シーズン2第45話と第51話から映像の一部が変更された。またシーズン2第47話からはタイトルに効果音が付いた。 |

### エンディングテーマ
| 話数    | 曲名                  | 歌手                                                     | 概要 |
| ------- | --------------------- | -------------------------------------------------------- | --- |
| 1-25    | 心のファンファーレ    | 奥井亜紀                                                 | テレビ東京系列では第3話から。一部地域では第1話、あるいは第2話から。第15話からは2番の歌詞に変更された。 |
| 26-60   | ポケモン言えるかな?BW | つるの剛士                                               | 同楽曲を収録するつるののミニアルバム「ちゅるのうた」はポニーキャニオンからリリース。 バラエティ番組『ポケモンスマッシュ!』のエンディングとしても使用されている。 第52話から歌詞が2番になり、それに伴いアニメーションも差し替えられた。また第54話などではピカチュウの鳴き声が使われており、ポケットモンスターシリーズでエンディングにポケモンの鳴き声が使用されたのは今作が初。 |
| 61-78   | 七色アーチ            | ポケモンBW合唱団（奥井亜紀、江崎とし子、あきよしふみえ） | |
| 79-108  | みてみて☆こっちっち   | ももいろクローバーZ                                      | 2012年の短編映画『メロエッタのキラキラリサイタル』のエンディングテーマとしても使用された。 シーズン1とシーズン2にまたがって使用。 |
| 109-122 | サクラ・ゴーラウンド  | 私立恵比寿中学                                           | |
| 123-143 | 手をつなごう          | 私立恵比寿中学                                           | シーズン2第43話から第54話まではイーブイとその進化系に仮装した私立恵比寿中学のメンバーが登場し、最後にはアニメタッチで描かれたメンバーも登場したが、DVD版ではカットされている。 最終話ではエンディングの後に本編のエピローグが挿入された。 2013年の短編映画『ピカチュウとイーブイ☆フレンズ』のエンディングテーマとしても使用された。 サトシ・アイリス・デントの他に、カスミ・タケシ・ケンジ・ハルカとマサト姉弟・ヒカリなどかつて各地方を共に旅していた歴代レギュラーメンバーとシゲルなどのライバルキャラクターなども総登場している。 |

### 挿入歌
ノンクレジット。
- 「やじるしになって!」（シーズン2第24話 - 第25話）
- 「ロケット団よ永遠に」（シーズン2第25話）
- 「小さきもの」（シーズン2第48話）

## 各話リスト
話数は、当初の話数を表すのは第22話までであることにする。放送日は全てテレビ東京系列のもの。

### シーズン1
| 話数 | サブタイトル                                                 | 脚本     | 絵コンテ          | 演出            | 作画監督            | 総作画監督   | 放送日         |
| ---- | ------------------------------------------------------------ | -------- | ----------------- | --------------- | ------------------- | ------------ | -------------- |
| 1    | イッシュ地方へ！ゼクロムの影!!                               | 冨岡淳広 | 須藤典彦 湯山邦彦 | 小山賢 矢嶋哲生 | 志村泉 田島瑞穂     | 山田俊也     | 2010年 9月23日 |
| 2    | アイリスとキバゴ！                                           | 藤田伸三 | 金崎貴臣          | 矢嶋哲生        | 小山知洋            | 山田俊也     | 2010年 9月23日 |
| 3    | ミジュマル！メグロコ！危機一髪!!                             | 園田英樹 | まついひとゆき    | 山崎友正        | 池田志乃            | 山田俊也     | 9月30日        |
| 4    | バトルクラブ！謎のポケモン現る!!                             | 武上純希 | 小山賢            | 牧野吉高        | 篠原隆              | 山田俊也     | 10月7日        |
| 5    | サンヨウジム！VSバオップ、ヒヤップ、ヤナップ!!               | 藤田伸三 | 山田浩之          | 古賀一臣        | 夏目久仁彦 岩根雅明 | 山田俊也     | 10月14日       |
| 6    | 夢の跡地！ムンナとムシャーナ!!                               | 冨岡淳広 | うえだしげる      | うえだしげる    | 緒方厚              | 広岡歳仁     | 10月21日       |
| 7    | ツタージャ・ゲットでメロメロ!?                               | 武上純希 | まついひとゆき    | 花井宏和        | 武内啓              | 広岡歳仁     | 10月28日       |
| 8    | ダルマッカとヒヒダルマ！時計塔の秘密!!                       | 米村正二 | 矢嶋哲生          | 矢嶋哲生        | 小山知洋            | 広岡歳仁     | 11月4日        |
| 9    | ペンドラー暴走！キバゴを救え!!                               | 冨岡淳広 | 尼野浩正          | 山崎友正        | 大谷房代            | 広岡歳仁     | 11月11日       |
| 10   | ライバルバトル！強敵プルリル!!                               | 藤田伸三 | 山田浩之          | 古賀一臣        | 夏目久仁彦          | 広岡歳仁     | 11月18日       |
| 11   | イシズマイ！自分の家をとりもどせ!!                           | 大橋志吉 | 古賀一臣          | 古賀一臣        | 玉川明洋            | 山田俊也     | 12月2日        |
| 12   | ヤブクロン戦隊と秘密基地!?                                   | 園田英樹 | うえだしげる      | うえだしげる    | 志村泉              | 広岡歳仁     | 12月9日        |
| 13   | チラーミィはきれいずき!?                                     | 武上純希 | 浅田裕二          | 浅田裕二        | 岩根雅明            | 広岡歳仁     | 12月16日       |
| 14   | シッポウシティ！博物館で大冒険!!                             | 米村正二 | まついひとゆき    | 牧野吉高        | 篠原隆              | 広岡歳仁     | 12月23日       |
| 15   | シッポウジム戦！VSジムリーダー・アロエ!!                     | 冨岡淳広 | 山田浩之          | 花井宏和        | 小野和寛            | 広岡歳仁     | 2011年 1月6日  |
| 16   | 再戦シッポウジム！新技炸裂!!                                 | 藤田伸三 | 矢嶋哲生          | 岩崎友和        | 原田峰文            | 広岡歳仁     | 1月13日        |
| 17   | タマゴからかえったあばれん坊！                               | 大橋志吉 | 古賀一臣          | 古賀一臣        | 夏目久仁彦          | 広岡歳仁     | 1月20日        |
| 18   | ヤグルマの森！クルミルとアーティ!!                           | 米村正二 | 浅田裕二          | 浅田裕二        | 岩根雅明            | 広岡歳仁     | 1月27日        |
| 19   | ソムリエ対決！イシズマイVSフタチマル!!                       | 武上純希 | うえだしげる      | うえだしげる    | 小山知洋            | 広岡歳仁     | 2月17日        |
| 20   | ピカチュウVSメグロコVSコアルヒー!!                           | 藤田伸三 | 湯山邦彦          | 古賀一臣        | 玉川明洋            | 広岡歳仁     | 2月24日        |
| 21   | スカイアローブリッジとゴチルゼル！                           | 大橋志吉 | 山田浩之          | 徳本善信        | 北崎正浩            | 広岡歳仁     | 3月3日         |
| 22   | ヒウンシティ！フシデパニック!!                               | 米村正二 | 尼野浩正          | 矢嶋哲生        | 緒方厚              | 広岡歳仁     | 3月10日        |
| 23   | ヒウンジム戦！純情ハートの虫ポケモンバトル!!                 | 大橋志吉 | 西田健一          | 西田健一        | 田島瑞穂            | 山田俊也     | 3月17日        |
| 24   | かわいい顔に要注意！エモンガでシビレビレ!!                   | 藤田伸三 | 尼野浩正          | 矢嶋哲生        | 小山知洋            | 山田俊也     | 3月24日        |
| 25   | エモンガVSツタージャ！ボルトチェンジで大混乱!!               | 米村正二 | 山田浩之          | 徳本善信        | 北崎正浩            | 広岡歳仁     | 3月31日        |
| 26   | ヒトモシ屋敷のこわ〜いお話！                                 | 大橋志吉 | 古賀一臣          | 古賀一臣        | 夏目久仁彦 岩根雅明 | 山田俊也     | 4月7日         |
| 27   | ドラゴンマスターへの道！キバゴVSクリムガン!!                 | 藤田伸三 | 尼野浩正          | 浅田裕二        | 岩根雅明            | 広岡歳仁     | 4月14日        |
| 28   | 消えたホタチ！ミジュマル最大の危機!!                         | 武上純希 | 古賀一臣          | 古賀一臣        | 玉川明洋            | 広岡歳仁     | 4月21日        |
| 29   | 恋するモンメンは風に乗って！                                 | 大橋志吉 | 山田浩之          | 西田健一        | 田島瑞穂            | 広岡歳仁     | 4月28日        |
| 30   | リグレーと未確認飛行物体！                                   | 米村正二 | うえだしげる      | うえだしげる    | 緒方厚              | 山田俊也     | 5月5日         |
| 31   | ライバルバトル！バニプッチ、ドッコラー参戦!!                 | 冨岡淳広 | 尼野浩正          | 矢嶋哲生        | 志村泉              | 広岡歳仁     | 5月12日        |
| 32   | ガマガル、マッギョ！水辺の戦い!!                             | 武上純希 | 浅田裕二          | 浅田裕二        | 岩根雅明            | 広岡歳仁     | 5月19日        |
| 33   | ドラゴンバスター登場！アイリスとドリュウズ!!                 | 米村正二 | 古賀一臣          | 古賀一臣        | 夏目久仁彦          | 広岡歳仁     | 5月26日        |
| 34   | ダンゴロ！ラスターカノン発射せよ!!                           | 藤田伸三 | 山田浩之          | 徳本善信        | 北崎正浩            | 山田俊也     | 6月2日         |
| 35   | ソムリエ探偵デント！タブンネ失踪事件!!                       | 大橋志吉 | 飯島正勝          | 吉村文宏        | 篠原隆              | 広岡歳仁     | 6月9日         |
| 36   | 化石復活！古代怪鳥アーケオス!!                               | 冨岡淳広 | うえだしげる      | うえだしげる    | 小山知洋            | 広岡歳仁     | 6月16日        |
| 37   | 釣りソムリエ・デント登場！                                   | 武上純希 | うえだしげる      | うえだしげる    | 志村泉              | 広岡歳仁     | 6月23日        |
| 38   | ゾロア・ザ・ムービー！ポケモンナイトの伝説!!                 | 米村正二 | 古賀一臣          | 浅田裕二        | 岩根雅明            | 広岡歳仁     | 6月30日        |
| 39   | 全員集合！ドンバトル!!                                       | 武上純希 | 矢嶋哲生          | 矢嶋哲生        | 志村泉              | 山田俊也     | 7月7日         |
| 40   | 熱闘ドンバトル！ツタージャVSコマタナ!!                       | 藤田伸三 | 山田浩之          | 西田健一        | 緒方厚              | 広岡歳仁     | 7月21日        |
| 41   | 白熱ドンバトル！エモンガVSダゲキ!!                           | 冨岡淳広 | 古賀一臣          | 古賀一臣        | 夏目久仁彦          | 広岡歳仁     | 8月4日         |
| 42   | 決戦ドンバトル！サトシVSアイリス!!                           | 米村正二 | 飯島正勝          | 古賀一臣        | 玉川明洋            | 広岡歳仁     | 8月11日        |
| 43   | ニャゴシエーター・ニャース！ズルズキン説得作戦!!             | 大橋志吉 | 浅田裕二          | 浅田裕二        | 岩根雅明            | 広岡歳仁     | 8月18日        |
| 44   | チョロネコに御用心！ニャースとミジュマル!!                   | 園田英樹 | うえだしげる      | うえだしげる    | 小山知洋            | 山田俊也     | 8月25日        |
| 45   | オーベムとダブランと夢泥棒！                                 | 武上純希 | 山田浩之          | 徳本善信        | 北崎正浩            | 広岡歳仁     | 9月1日         |
| 46   | ニャゴシエーター・ニャース！ツンベアーの森を突破せよ!!       | 藤田伸三 | 尼野浩正          | 西田健一        | 志村泉              | 広岡歳仁     | 9月8日         |
| 47   | 激走！バトルサブウェイ!!（前編）                             | 米村正二 | 古賀一臣          | 古賀一臣        | 夏目久仁彦          | 山田俊也     | 9月15日        |
| 48   | 激走！バトルサブウェイ!!（後編）                             | 冨岡淳広 | 浅田裕二          | 浅田裕二        | 岩根雅明            | 広岡歳仁     | 9月15日        |
| 49   | ジムリーダーはカリスマモデル！カミツレ登場!!                 | 大橋志吉 | 金崎貴臣          | 吉村文宏        | 篠原隆              | 広岡歳仁     | 9月22日        |
| 50   | ライモンジム！華麗なる電撃バトル!!                           | 武上純希 | 尼野浩正          | 西田健一        | 田島瑞穂            | 広岡歳仁     | 9月29日        |
| 51   | サトシ、デントVSサブウェイマスター！                         | 藤田伸三 | うえだしげる      | うえだしげる    | 小山知洋            | 広岡歳仁     | 10月6日        |
| 52   | サトシVSチャンピオン・アデク！                               | 米村正二 | 尼野浩正          | 矢嶋哲生        | 緒方厚              | 広岡トシヒト | 10月13日       |
| 53   | 虹の彼方へ！マラカッチでミュージカル!!                       | 米村正二 | うえだしげる      | うえだしげる    | 田島瑞穂            | 広岡トシヒト | 10月27日       |
| 54   | メブキジカ！春夏秋冬勢揃い!!                                 | 冨岡淳広 | 吉村文宏          | 吉村文宏        | 篠原隆              | 広岡トシヒト | 11月3日        |
| 55   | ズルッグとわがままゴチム！                                   | 大橋志吉 | 古賀一臣          | 古賀一臣        | 夏目久仁彦          | 山田俊也     | 11月10日       |
| 56   | アイリスとモノズ！育て屋修行!!                               | 冨岡淳広 | 川田武範          | 浅田裕二        | 岩根雅明            | 広岡トシヒト | 11月24日       |
| 57   | 怪傑ア☆ギルダーVSフリージ男！                                | 藤田伸三 | 古賀一臣          | 古賀一臣        | 夏目久仁彦          | 広岡トシヒト | 12月1日        |
| 58   | デントとポッド兄弟バトル！バオップVSヤナップ                 | 米村正二 | 西田健一          | 西田健一        | 志村泉              | 山田俊也     | 12月8日        |
| 59   | トルネロスVSボルトロスVSランドロス！（前編）                 | 大橋志吉 | 古賀一臣          | 古賀一臣        | 案浦達哉            | 広岡トシヒト | 12月15日       |
| 60   | トルネロスVSボルトロスVSランドロス！（後編）                 | 大橋志吉 | 矢嶋哲生          | 矢嶋哲生        | 小山知洋            | 広岡トシヒト | 12月22日       |
| 61   | 地底のジム戦！VSヤーコン!!                                   | 武上純希 | 浅田裕二          | 浅田裕二        | 岩根雅明            | 広岡トシヒト | 2012年 1月5日  |
| 62   | バチュル、デンチュラ！電気石の洞穴!!                         | 藤田伸三 | 尼野浩正          | 西田健一        | 志村泉              | 広岡トシヒト | 1月12日        |
| 63   | 通信交換進化！シュバルゴとアギルダー!!                       | 武上純希 | 川田武範          | 浅田裕二        | 岩根雅明            | 広岡トシヒト | 1月19日        |
| 64   | 黒き英雄の遺跡！シンボラーとデスカーン!!                     | 米村正二 | 古賀一臣          | 古賀一臣        | 案浦達哉            | 山田俊也     | 1月26日        |
| 65   | ダブルバトル！ピカチュウ・ワルビルVSペンドラー・ガマゲロゲ!! | 藤田伸三 | 金崎貴臣          | 古賀一臣        | 緒方厚              | 広岡トシヒト | 2月2日         |
| 66   | アフロでGO! バッフロンはNO!!                                 | 大橋志吉 | うえだしげる      | うえだしげる    | 小山知洋            | 広岡トシヒト | 2月16日        |
| 67   | フキヨセジムのエアバトル！挑戦者デント!?                     | 冨岡淳広 | 吉村文宏          | 吉村文宏        | 篠原隆              | 広岡トシヒト | 2月23日        |
| 68   | フキヨセジム！VSフウロ空中決戦!!                             | 武上純希 | 浅田裕二          | 浅田裕二        | 岩根雅明            | 広岡トシヒト | 3月1日         |
| 69   | 難関突破！天空の塔を登れ!!                                   | 米村正二 | 尼野浩正          | 西田健一        | 志村泉              | 山田俊也     | 3月8日         |
| 70   | ドンナマイト開幕！ズルッグVSヤナッキー!!                     | 大橋志吉 | 古賀一臣          | 古賀一臣        | 夏目久仁彦          | 広岡トシヒト | 3月15日        |
| 71   | どんどん続くよドンナマイト！クリムガンVSキリキザン!!         | 藤田伸三 | 矢嶋哲生          | 矢嶋哲生        | 緒方厚              | 広岡トシヒト | 3月22日        |
| 72   | 熱闘ドンナマイト！キリキザンVSエンブオー!!                   | 冨岡淳広 | 古賀一臣          | 古賀一臣        | 案浦達哉            | 山田俊也     | 3月29日        |
| 73   | 決戦ドンナマイト！ナゲキVSダゲキ!!                           | 米村正二 | 川田武範          | 浅田裕二        | 岩根雅明            | 広岡トシヒト | 4月5日         |
| 74   | キバゴ救出！アイアントの巣窟!!                               | 大橋志吉 | 尼野浩正          | 吉村文宏        | 篠原隆              | 広岡トシヒト | 4月12日        |
| 75   | ネジ山の激闘！アバゴーラの奇跡!!（前編）                     | 藤田伸三 | うえだしげる      | うえだしげる    | 志村泉              | 山田俊也     | 4月19日        |
| 76   | ネジ山の激闘！アバゴーラの奇跡!!（後編）                     | 藤田伸三 | 古賀一臣          | 古賀一臣        | 夏目久仁彦          | 山田俊也     | 4月26日        |
| 77   | 炎のメモリー！ポカブVSエンブオー!!                           | 武上純希 | 西田健一          | 西田健一        | 小山知洋            | 広岡トシヒト | 5月3日         |
| 78   | ハチク登場！ウルガモスの聖なる山!!                           | 大橋志吉 | 川田武範          | 浅田裕二        | 岩根雅明            | 広岡トシヒト | 5月10日        |
| 79   | セッカジム戦！氷のバトルフィールド!!                         | 冨岡淳広 | 金崎貴臣          | 矢嶋哲生        | 田島瑞穂            | 山田俊也     | 5月17日        |
| 80   | ポケモンソムリエ対決！テイスティングバトル!!                 | 武上純希 | 古賀一臣          | 古賀一臣        | 案浦達哉            | 広岡トシヒト | 5月24日        |
| 81   | テッシード研究所！アイリスとバイバニラ!!                     | 藤田伸三 | 尼野浩正          | 吉村文宏        | 篠原隆              | 広岡トシヒト | 5月31日        |
| 82   | 映画対決！出撃イッシュ防衛隊!!                               | 米村正二 | 西田健一          | 西田健一        | 志村泉              | 広岡トシヒト | 6月7日         |
| 83   | 激闘タチワキジム！VSホミカ（前編）                           | 冨岡淳広 | 川田武範          | 浅田裕二        | 岩根雅明            | 広岡トシヒト | 6月14日        |
| 84   | 激闘タチワキジム！VSホミカ（後編）                           | 藤田伸三 | 古賀一臣          | 古賀一臣        | 夏目久仁彦          | 広岡トシヒト | 6月14日        |

### シーズン2
| 話数                   | 通算話          | サブタイトル                                            | 脚本     | 絵コンテ          | 演出         | 作画監督                 | 総作画監督   | 放送日         |
| ---------------------- | --------------- | ------------------------------------------------------- | -------- | ----------------- | ------------ | ------------------------ | ------------ | -------------- |
| 1                      | 85              | 歌えメロエッタ！愛の旋律!!                              | 武上純希 | うえだしげる      | うえだしげる | 緒方厚                   | 山田俊也     | 2012年 6月21日 |
| 2                      | 86              | ポッチャマVSヤナップ！華麗なるバトル!!                  | 冨岡淳広 | 山田浩之          | 矢嶋哲生     | 小山知洋                 | 広岡トシヒト | 6月28日        |
| 3                      | 87              | イワークの島でサバイバル！                              | 米村正二 | 古賀一臣          | 古賀一臣     | 案浦達哉                 | 山田俊也     | 7月5日         |
| 4                      | 88              | ソムリエ探偵デント！消えたクマシュンの謎!!              | 大橋志吉 | 川田武範          | 浅田裕二     | 岩根雅明                 | 広岡トシヒト | 7月19日        |
| 5                      | 89              | アイリスと暴れ者カイリュー！                            | 藤田伸三 | 西田健一          | 西田健一     | 志村泉                   | 山田俊也     | 7月26日        |
| 6                      | 90              | ジュニアカップ開幕！カイリューVSツンベアー!!            | 武上純希 | 吉村文宏          | 吉村文宏     | 篠原隆                   | 広岡トシヒト | 8月2日         |
| 7                      | 91              | パワーバトル！アイリスVSヒカリ!!                        | 米村正二 | 古賀一臣          | 古賀一臣     | 夏目久仁彦               | 広岡トシヒト | 8月23日        |
| 8                      | 92              | サトシ、アイリス、シューティー！最後のバトル!!          | 大橋志吉 | うえだしげる      | うえだしげる | 緒方厚                   | 山田俊也     | 8月30日        |
| 9                      | 93              | 別れと出会いのジュニアカップ!                           | 冨岡淳広 | 川田武範          | 浅田裕二     | 岩根雅明                 | 広岡トシヒト | 9月6日         |
| 10                     | 94              | セイガイハジム戦！マンタインVSダイケンキ!!              | 武上純希 | 尼野浩正          | 西田健一     | 小山知洋                 | 広岡トシヒト | 9月13日        |
| 11                     | 95              | ポケモン保育園は大騒ぎ！ワシボンとバルチャイ!           | 藤田伸三 | 古賀一臣          | 古賀一臣     | 案浦達哉                 | 広岡トシヒト | 9月20日        |
| 12                     | 96              | メロエッタと海底の神殿！                                | 冨岡淳広 | 尼野浩正          | 矢嶋哲生     | 志村泉                   | 広岡トシヒト | 9月27日        |
| 13                     | 97              | 霊獣フォルム総進撃！イッシュ最大の危機!!                | 冨岡淳広 | 浅田裕二          | 浅田裕二     | 岩根雅明                 | 広岡トシヒト | 10月4日        |
| 14                     | 98              | 世界一華麗なポケモン!?チラチーノVSツタージャ！          | 大橋志吉 | 吉村文宏          | 吉村文宏     | 篠原隆                   | 山田俊也     | 10月11日       |
| 15                     | 99              | 大空と大地のタッグバトル！                              | 米村正二 | 古賀一臣          | 古賀一臣     | 夏目久仁彦               | 広岡トシヒト | 10月18日       |
| 16                     | 100             | アイリス、竜の里へ帰る！                                | 武上純希 | うえだしげる      | うえだしげる | 緒方厚                   | 山田俊也     | 10月25日       |
| 17                     | 101             | ソウリュウジム！アイリスVSシャガ!!                      | 藤田伸三 | 金崎貴臣          | 矢嶋哲生     | 小山知洋                 | 広岡トシヒト | 11月8日        |
| 18                     | 102             | チーム・イーブイ出動せよ！ポケモンレスキュー隊!!        | 米村正二 | 川田武範          | 浅田裕二     | 岩根雅明                 | 広岡トシヒト | 11月15日       |
| 19                     | 103             | 開幕 イッシュリーグ・ヒガキ大会！サトシ対シューティー!! | 大橋志吉 | 西田健一          | 西田健一     | 志村泉                   | 広岡トシヒト | 11月22日       |
| 20                     | 104             | 熱闘！ライバルバトルを勝ちぬけ!!                        | 武上純希 | 吉村文宏          | 牧野吉高     | 篠原隆                   | 山田俊也     | 11月29日       |
| 21                     | 105             | キバゴ迷子になる！                                      | 藤田伸三 | 古賀一臣          | 古賀一臣     | 夏目久仁彦               | 広岡トシヒト | 12月6日        |
| 22                     | 106             | ダゲキ登場！サトシ対ケニヤン!!                          | 米村正二 | 金崎貴臣          | 吉村文宏     | 片山みゆき               | 広岡トシヒト | 12月13日       |
| 23                     | 107             | サトシ対コテツ！秘密兵器サザンドラ!!                    | 大橋志吉 | 尼野浩正          | うえだしげる | 緒方厚                   | 広岡トシヒト | 12月20日       |
| 24                     | 108             | 決着イッシュリーグ！ピカチュウ対ルカリオ!!              | 藤田伸三 | 浅田裕二          | 浅田裕二     | 岩根雅明                 | 広岡トシヒト | 2013年 1月10日 |
| エピソードN            |                 |                                                         |          |                   |              |                          |              |                |
| 25                     | 109             | アララギ研究所！新たなる旅立ち!!                        | 武上純希 | 古賀一臣          | 古賀一臣     | 案浦達哉                 | 広岡トシヒト | 1月17日        |
| 26                     | 110             | トモダチ…その名はN!                                     | 米村正二 | 矢嶋哲生          | 矢嶋哲生     | 志村泉                   | 山田俊也     | 1月24日        |
| 27                     | 111             | 新ジムリーダー・チェレン！                              | 面出明美 | 尼野浩正          | 牧野吉高     | 篠原隆                   | 広岡トシヒト | 1月31日        |
| 28                     | 112             | アクロマVSハンサム！プラズマ団の陰謀!!                  | 藤田伸三 | 古賀一臣          | 古賀一臣     | 夏目久仁彦               | 広岡トシヒト | 2月7日         |
| 29                     | 113             | 霧のサンギ牧場！デンリュウのあかり!!                    | 大橋志吉 | 西田健一          | 西田健一     | 小山知洋                 | 広岡トシヒト | 2月14日        |
| 30                     | 114             | N再び！ウォーグル救出作戦!!                             | 武上純希 | うえだしげる      | うえだしげる | 緒方厚                   | 山田俊也     | 2月21日        |
| 31                     | 115             | 急げ!！ポケモン湾岸救助隊!!                             | 米村正二 | 吉村文宏          | 吉村文宏     | 片山みゆき               | 山田俊也     | 2月28日        |
| 32                     | 116             | 燃えよリザードン！VSカイリュー!                         | 冨岡淳広 | 浅田裕二          | 浅田裕二     | 岩根雅明                 | 広岡トシヒト | 3月7日         |
| 33                     | 117             | プラズマ団の野望！操られたポケモンたち!!                | 大橋志吉 | 西田健一          | 西田健一     | 志村泉                   | 広岡トシヒト | 3月14日        |
| 34                     | 118             | Nの秘密…霧の彼方に！                                    | 面出明美 | 尼野浩正          | 牧野吉高     | 篠原隆                   | 山田俊也     | 3月21日        |
| 35                     | 119             | ロケット団VSプラズマ団！ニャースとアクロマ!!            | 藤田伸三 | 尼野浩正          | 矢嶋哲生     | 堤舞                     | 広岡トシヒト | 3月28日        |
| 36                     | 120             | 白の遺跡！サトシ対N!!                                   | 藤田伸三 | 古賀一臣          | 古賀一臣     | 夏目久仁彦               | 山田俊也     | 4月4日         |
| 37                     | 121             | プラズマ団襲撃！復活の儀式!!                            | 武上純希 | 尼野浩正          | 西田健一     | 小山知洋                 | 広岡トシヒト | 4月11日        |
| 38                     | 122             | レシラム対N! 理想と真実の彼方へ!!                       | 冨岡淳広 | 川田武範          | 浅田裕二     | 岩根雅明                 | 広岡トシヒト | 4月18日        |
| デコロラアドベンチャー |                 |                                                         |          |                   |              |                          |              |                |
| 39                     | 123             | さらばイッシュ！新たなる船出!!                          | 面出明美 | 吉村文宏          | 山口頼房     | 片山みゆき               | 山田俊也     | 4月25日        |
| 40                     | 124             | 甘いハニーミツには危険がいっぱい！                      | 大橋志吉 | 尼野浩正          | うえだしげる | 志村泉                   | 山田俊也     | 5月2日         |
| 41                     | 125             | ソムリエ探偵デント！大海原の密室!!                      | 藤田伸三 | 西田健一          | 西田健一     | 緒方厚                   | 広岡トシヒト | 5月9日         |
| 42                     | 126             | さらばミジュマル!?ホタチキングへの道！                  | 米村正二 | 吉村文宏          | 牧野吉高     | 篠原隆                   | 山田俊也     | 5月16日        |
| 43                     | 127             | 幻影の島！霧の中のゾロアーク!!                          | 武上純希 | 古賀一臣          | 古賀一臣     | 夏目久仁彦               | 山田俊也     | 5月23日        |
| 44                     | 128             | ロトムVSオーキド博士！                                  | 冨岡淳広 | 川田武範          | 浅田裕二     | 岩根雅明                 | 広岡トシヒト | 5月30日        |
| 45                     | 129             | デコロラ諸島の海賊王！                                  | 大橋志吉 | 西田健一          | 西田健一     | 小山知洋                 | 山田俊也     | 6月6日         |
| 46                     | 130             | サトシとバタフリー！また会う日まで!!                    | 米村正二 | 吉村文宏          | 竹内哲也     | 古瀬登                   | 山田俊也     | 6月13日        |
| 47                     | 131             | サトシとアイリスが絶交!?別れの1本道!!                   | 面出明美 | 尼野浩正          | うえだしげる | 志村泉 田島瑞穂 竹内杏子 | 山田俊也     | 6月20日        |
| 48                     | 132             | ジラーチに願いを！七日間の奇跡!!                        | 藤田伸三 | 三浦陽            | 西田健一     | 緒方厚                   | 山田俊也     | 6月27日        |
| 49                     | 133             | 光る円盤！オーベムたちの街!!                            | 武上純希 | 川田武範          | 浅田裕二     | 岩根雅明                 | 山田俊也     | 7月4日         |
| 50                     | 134             | パンジー登場！エリキテルとゴーゴート!!                  | 面出明美 | 牧野吉高 中嶋彩佳 | 牧野吉高     | 篠原隆                   | 山田俊也     | 7月18日        |
| 51                     | 135             | お宝の謎！無人島アドベンチャー!!                        | 大橋志吉 | 古賀一臣          | 古賀一臣     | 夏目久仁彦               | 山田俊也     | 7月25日        |
| 52                     | 136             | イブキとアイリス！色ちがいクリムガン!!                  | 米村正二 | 尼野浩正          | 西田健一     | 小山知洋                 | 山田俊也     | 8月1日         |
| 53                     | 137             | オンバーン登場！彗星と勇者の伝説!!                      | 藤田伸三 | 吉村文宏          | 内田裕       | 内田裕                   | 山田俊也     | 8月15日        |
| 54                     | 138             | ゴーゴーゴーゴート！                                    | 面出明美 | 川田武範          | 浅田裕二     | 岩根雅明                 | 山田俊也     | 8月22日        |
| 55                     | 139             | エモンガ、ロケット団に入る！                            | 大橋志吉 | 古賀一臣          | 古賀一臣     | 案浦達哉                 | 山田俊也     | 9月5日         |
| 56                     | 140             | デントVS氷の挑戦者！サンヨウジムの危機!!                | 米村正二 | 西田健一          | 小林調       | 古川博之 田中一真        | 山田俊也     | 9月12日        |
| 57                     | 141             | ベストウイッシュ！また会う日まで!!                      | 武上純希 | 牧野吉高 中嶋彩佳 | 牧野吉高     | 篠原隆                   | 山田俊也     | 9月19日        |
| 58                     | 142             | オレの夢、ポケモンマスター！                            | 冨岡淳広 | 古賀一臣          | 古賀一臣     | 夏目久仁彦               | 山田俊也     | 9月26日        |
| 59 （特別編1）         | 143 （特別編1） | デントとタケシ！ギャラドスのげきりん!!                  | 藤田伸三 | 浅田裕二          | 浅田裕二     | 岩根雅明                 | 山田俊也     | 10月3日        |
| 60 （特別編2）         | 144 （特別編2） | アイリスVSイブキ！ドラゴンマスターへの道!!              | 米村正二 | 吉村文宏          | 吉村文宏     | 片山みゆき               | 山田俊也     | 2014年 3月27日 |

放送休止
- 2011年10月20日は「ポケモン特別企画『ピカチュウのふしぎなふしぎな大冒険』」のため休止。
- 2012年8月16日は「祝15周年！ポケモン映画名シーン超ランキングスペシャル！！」放送のため本編は休止。
- 2013年8月8日は「ポケモン映画スペシャル『メロエッタのキラキラリサイタル』」のため休止。

特番編成
- 2010年9月16日は「もう待てない！ポケットモンスターBW 直前スペシャル」（19:00 - 19:30）を放送。
- 2013年1月3日は「お正月だよ！ポケモンで初笑いスペシャル！！」（08:30 - 09:00）を放送。

## 東日本大震災に伴う本作の影響
本作は放送期間中の2011年（平成23年）3月11日に発生した東日本大震災の影響で、一部の放送内容・放送順が当初の予定から変更されている（以下の日時はテレビ東京系列のものである）。
まず、震災直後の同年3月17日と24日に第23話・第24話として放送を予定していた「ロケット団VSプラズマ団！」（前編・後編）が放送中止となり、同月17日放送分では当初その2 週間後の同月31日に放送される予定であった第25話「ヒウンジム戦！純情ハートの虫ポケモンバトル!!」を第23話として2 週間前倒しで放送した。そのため、第22話と第23話の間に矛盾が発生した。この回は冒頭で放送内容変更に関するお詫びのテロップが画面下に表示され、テレビ東京では交通情報や計画停電などの情報を、CMの間を除いてL字型画面で伝え続けた。また、放送当日に流れた予告CM（放送直前に流れる「このあとすぐ!」など）の映像は当初放送予定だった回のままとなっていた。次回予告も放送されず、代わりに映画の予告が放送された。後発の北米版では、第22話ではサトシらはリゾートデザートの調査に同行せず、アララギ博士とジュンサーのみが向かう形となり、ヒウンジム戦へよりスムーズに繋がるようにラストシーンが一部改訂されている。しかしレンタルDVDやビデオ・オン・デマンド（Amazonビデオなど）、再放送（BSジャパンなど）においては話順のみならず内容にも変更はないため、矛盾点は改訂されずそのまま残る形となっている。
一方、4月7日に第26話として放送される予定だった「ヒウンシティのつり大会！釣りソムリエ・デント登場!!」も放送延期となり（その後、前述通り「釣りソムリエ・デント登場！」と改題の上で6月23日に第37 話として放送され）、その結果本来第27話となる予定だった「かわいい顔に要注意！エモンガでシビレビレ!!」が3 週間前倒しで3月24日に第24話として放送された。これに関連して、第30話・第33話放送分の、ミニコーナー『オーキド博士のポケモンライブキャスター』では、その時点で未放送となっている（当初の放送予定では放送済み）か今後放送される回の映像が使用されることがあった。
これらは系列外放送局でも基本的に同様の対応を取っている。
| 放送日（全て2011年） | 話数   | 震災前の放送予定                                   | 震災後の実際の放送内容                          |
| -------------------- | ------ | -------------------------------------------------- | ----------------------------------------------- |
| 3月10日              | 第22話 | ヒウンシティ！フシデパニック!!                     | ヒウンシティ！フシデパニック!!                  |
| 3月17日              | 第23話 | ロケット団VSプラズマ団！（前編）                   | ヒウンジム戦! 純情ハートの虫ポケモンバトル!!    |
| 3月24日              | 第24話 | ロケット団VSプラズマ団！（後編）                   | かわいい顔に要注意! エモンガでシビレビレ!!      |
| 3月31日              | 第25話 | ヒウンジム戦！純情ハートの虫ポケモンバトル!!       | エモンガVSツタージャ！ ボルトチェンジで大混乱!! |
| 4月7日               | 第26話 | ヒウンシティのつり大会！釣りソムリエ・デント登場!! | ヒトモシ屋敷のこわ〜いお話！                    |
| 4月14日              | 第27話 | かわいい顔に要注意！エモンガでシビレビレ!!         | ドラゴンマスターへの道！キバゴVSクリムガン!!    |
| 中略                 |        |                                                    |                                                 |
| 6月23日              | 第37話 |                                                    | 釣りソムリエ・デント登場！                      |

「ロケット団VSプラズマ団！」は公式サイトなどでは後日改めて放送すると発表していたが、その後はアイリスたちとの旅最終話となる2013年（平成25年）9月19日放送分・シーズン2第57 話「ベストウイッシュ！また会う日まで!!」終了までの期間内での検討も虚しく、テレビ放送はもとより映像ソフト化やネット配信されることもなく事実上の封印作品、あくまでもお蔵入りとなっている。
過去のシリーズにおいても、放送前あるいは放送済のエピソードが社会的事情によってお蔵入りとなったケースはあったが、それらはいずれも物語の本筋への影響が小さい1 話完結の話であった。逆にどんなに影響が大きい、かつ重要なエピソードであっても封印された事例は今回が初であった。そのため、プラズマ団の登場が2 年後のシーズン2エピソードNまで延期されるなど、以後の内容に大きな影響を与えた。

## 放送局
- テレビ東京系列では前述の通り第1話・第2話を連続放送し、スタッフロールを生放送部分で表示し、エンディングは無かった。系列外では2話連続放送を行う地域と、1話ずつ放送する地域とで対応が異なる。
- キッズステーションでは、2011年（平成23年）4月4日から同年4月22日まで先行放送され、4月16日からレギュラー放送が開始。2012年（平成24年）12月8日よりシーズン2が放送開始。
- BSジャパンでは、2011年（平成23年）7月10日に放送開始。シーズン2は2013年（平成25年）3月3日に放送開始。
- テレビ北海道では、2019年（平成31年/令和元年）3月18日から10月3日まで『7チャンあにめ』で再放送された。

## 劇場版
| 公開順 | 長編                                                                                       | 短編                           | 公開日        |
| ------ | ------------------------------------------------------------------------------------------ | ------------------------------ | ------------- |
| 1-14   | 劇場版ポケットモンスター ベストウイッシュ ビクティニと黒き英雄 ゼクロム・白き英雄 レシラム | -                              | 2011年7月16日 |
| 2-15   | 劇場版ポケットモンスター ベストウイッシュ キュレムVS聖剣士 ケルディオ                      | メロエッタのキラキラリサイタル | 2012年7月14日 |
| 3-16   | 劇場版ポケットモンスター ベストウイッシュ 神速のゲノセクト ミュウツー覚醒                  | ピカチュウとイーブイ☆フレンズ  | 2013年7月13日 |

### プラネタリウム映画
ポケットモンスター ベストウイッシュ 〜光と影のテンキュウギ〜
2011年7月16日より上映の全天周対応番組・全天フルCGアニメーション、プラネタリウム映画。上映時間約25分。